# Pixelfed
Pixelfed es un servicio de red social libre descentralizado y de código abierto creado por el programador Daniel Supernault, para compartir imágenes, similar a la red social privativa, Instagram. Al usar un sistema federado, los datos del usuario no están cautivos en un único servidor, sino que posts, imágenes o texto se comparten dinámicamente entre servidores con diferentes modelos de gestión. Esta plataforma utiliza el protocolo ActivityPub que permite a los usuarios interactuar con otras redes sociales dentro del protocolo, como Mastodon, PeerTube y Friendica. El uso de este protocolo convierte a Pixelfed parte del Fediverso.
Al igual que Mastodon, Pixelfed implementa líneas de tiempo cronológicas sin algoritmos de manipulación de contenido, buscando centrarse en la privacidad sin análisis ni seguimiento de terceros. Pixelfed organiza opcionalmente sus medios mediante hashtags, etiquetas geográficas y opción de me gusta en función de cada servidor. También permite distinguir las audiencias de tres maneras y publicación por publicación: solo seguidores, pública y no listada. Al igual que muchas otras plataformas sociales, Pixelfed permite bloquear cuentas, cuando los seguidores deben contar con la aprobación previa del propietario.
El servidor mantenido por el desarrollador principal de Pixelfed exige una edad mínima de usuario de 16 años. Sin embargo, las restricciones pueden diferir según las diferentes intancias (servidores) que operan, cada una manejando independientemente sus normas o directrices.

## Historia
El comienzo del desarrollo de la plataforma se remonta a abril de 2018, cuando Daniel Supernault publicaría en su cuenta de Mastodon una imagen del cómo podría verse la plataforma posteriormente a su desarrollo temprano, anunciando textualmente «Instagram federado. #pronto».
Tras el interés constante de los usuarios del Fediverso a una alternativa libre a Instagram, el creador comenzó el desarrollo de un cliente de la plataforma nativo para Android y iOS, dicho desarrolló se dio a conocer públicamente por primera vez (aproximadamente) en mayo de 2022, desde la cuenta official de Pixelfed en Mastodon, en ese entonces, Daniel publicó una imagen del diseño de la interfaz de la aplicación. Desde entonces la aplicación estuvo bajo constantes versiones de pruebas hasta que la aplicación sería aprobada para su distribución digital en Play Store para Android el 10 de enero de 2025 y App Store para iOS el 14 de enero del mismo año.
Tras el lanzamiento de las aplicaciones móviles, Pixelfed experimentó un ligero aumento en el registro de nuevos usuarios en la plataforma, llegando a rebasar el número de trescientos mil usuarios en la plataforma dispersos en los diferentes servidores descentralizados, el principal (pixelfed.social) experimentando el aumento de once mil nuevos usuarios en un día.

## Características
A diferencia de Instagram, Pixelfed ejecuta software de código abierto (bajo la licencia Affero General Public License), y su código y documentación está disponible en el repositorio github. Eso significa que los usuarios están distribuidos en diferentes comunidades autónomas e independientes llamadas «instancias» (servidores) cuya red se llama «Fediverso». Su uso es gratuito y carece de anuncios o algoritmo, los usuarios comparten publicaciones de imágenes o bien vídeos y caracteres los cuales pueden ser públicos o privados y pueden pesar hasta un máximo de 15 megabytes. A su vez, también incluye el uso de etiquetas, menciones a otros usuarios, las historias, el "descubrir", y la expansión del contenido visible en la plataforma con las demás plataformas que usen por protocolo ActivityPub. Esto significa que los usuarios de Pixelfed pueden interactuar, por ejemplo, con los de Mastodon, y viceversa. 

### Loops
Loops es una plataforma descentralizada y de código abierto para compartir vídeos cortos en bucle, Diseñada como una alternativa ética, libre de brainrot y privada a servicios como TikTok o YouTube Shorts, Loops utiliza el protocolo ActivityPub, lo que le permite integrarse en el Fediverso.
La plataforma emplea tecnología peer-to-peer a través de WebTorrent, distribuyendo la carga de visualización de vídeos entre servidores y usuarios para reducir la dependencia de infraestructuras centralizadas. Al igual que Pixelfed, Loops se enfoca en la privacidad del usuario, evitando algoritmos de recomendación que manipulen el contenido y rechazando el seguimiento de datos con fines publicitarios. Los usuarios conservan la propiedad total de su contenido, y la plataforma no reclama derechos sobre las contribuciones subidas.
Loops está en desarrollo y se planea liberar su código una vez que alcance un estado estable. Su financiación se basa en subvenciones, donaciones y patrocinios, con el objetivo de garantizar su sostenibilidad a largo plazo. La plataforma forma parte del ecosistema de aplicaciones descentralizadas impulsado por Supernault, consolidándose como una alternativa ética en el panorama de las redes sociales.

### Sup
Sup es un mensajero instantáneo cifrado y descentralizado desarrollado como parte del ecosistema de Pixelfed. Diseñado como una alternativa ética a plataformas de mensajería como WhatsApp, Snapchat, Signal y Telegram, Sup está basado en el protocolo Matrix, lo que le permite integrarse en el Fediverso y ofrecer interoperabilidad con otras redes descentralizadas.
La aplicación estará disponible próximamente para iOS y Android, y tiene como objetivo proporcionar una plataforma segura y privada para la comunicación instantánea, evitando la dependencia de servicios centralizados. Sup planea integrarse con otras aplicaciones de mensajería populares, permitiendo a los usuarios conectarse con sus contactos desde una única interfaz.
Al igual que otras aplicaciones desarrolladas por Daniel Supernault, creador de Pixelfed, Sup se enfoca en la privacidad del usuario y la descentralización, consolidándose como una alternativa ética en el panorama de las aplicaciones de mensajería instantánea.

### Pubkit
Pubkit es una herramienta esencial para desarrolladores que trabajan con el protocolo ActivityPub en el Fediverso. Pubkit proporciona un conjunto de utilidades interactivas y marcos de prueba diseñados para facilitar la creación y depuración de aplicaciones descentralizadas.
Entre sus funcionalidades destacan la capacidad de crear actores efímeros para simular actividades en servidores, configurar buzones efímeros que permiten ingerir y depurar actividades en tiempo real, y herramientas para inspeccionar, depurar y verificar implementaciones de HTTP Signatures. Estas características hacen de Pubkit una herramienta valiosa para desarrolladores que buscan construir experiencias en línea dentro del ecosistema federado.
Pubkit está disponible y se presenta como un recurso clave para impulsar la innovación y la interoperabilidad en el Fediverso.

## Recepción
En febrero de 2023, en una revisión detallada sobre si dejar Facebook, Twitter e Instagram por el Fediverso, Andrew C. Oliver, columnista de InfoWorld, escribió: "Mastodon y Pixelfed se sienten más seguros que sus homólogos no federados" y dijo que Pixelfed es la respuesta del Fediverso a Instagram. Oliver también dijo que estamos en los primeros días "en Pixelfediverse", el contenido es más escaso, pero es más interesante o al menos no manipulador. Charlie Sorrel de Lifewire dijo que Pixelfed muestra la flexibilidad de Mastodon y tiene el potencial de ser mucho mejor que Twitter gracias a ActivityPub.